# Puebla kommun
Puebla är en kommun i Mexiko.  Den ligger i delstaten Puebla, i den sydöstra delen av landet, 110 km öster om huvudstaden Mexico City.
Följande samhällen finns i Puebla:
- Puebla de Zaragoza
- San Miguel Canoa
- Santa María Xonacatepec
- San Andrés Azumiatla
- San Sebastián de Aparicio
- Santo Tomás Chautla
- San Pedro Zacachimalpa
- Galaxia la Calera
- San Miguel Espejo
- Primero de Mayo
- Artículo Primero Constitucional
- Buenavista Tetela
- 18 de Marzo
- El Capulo
- San José el Rincón
- San Juan Tepepa
- 6 de Junio
- San José Xacxamayo
- Resurgimiento Atotonilco
- La Paz Tlaxcolpan
- Guadalupe
- San José Zetina
- Signoret
- Guadalupe Victoria Valsequillo
- Lomas de Santa Catarina
- Nanalcopa
- Santa Cruz la Ixtla
- Santa María Tzocuilac la Cantera
- San Marcos
- El Oasis Valsequillo
- Jorge Obispo
- La Josefina
- Santa Catarina
- Chichac
- Insurgentes
- Los Cerritos
- Villla Batabia
- Calderón
- Encinos
- El Rosario la Huerta
- San Miguel
- Tlapacoyan
- Santa Clara la Venta
- San José Aparicio
- Tierra Colorada
- Villa Santiago de los Leones